# Víctor Aguilar
Víctor Aguilar Hernández (nac. 9 de junio de 1998 en Las Palmas de Gran Canaria) es un baloncestista español. Con una altura de 1,85 metros, su puesto en la cancha es del de base. Actualmente milita en el Club Bàsquet Salou de la Liga LEB Plata.

## Trayectoria
Formado en la cantera del CB Torbellino, club de la localidad de Santa Lucía de Tirajana, y captado posteriormente por el Unicaja Málaga, con el que disputa competiciones de categorías inferiores. Participa en el Europeo U16 de 2014 con la selección española, logrando la medalla de bronce. Debutó en Liga EBA en la temporada 2014/15 con 16 años.
En 2016/17 fichó con el Basquet Club Andorra para jugar en el equipo filial de Liga EBA durante dos temporadas. En la segunda de ellas, 2017/18, promedia 11.9 puntos, 3.8 asistencias y 4.9 rebotes. Posteriormente fichó con el San Pablo Burgos, donde ocupa plaza en el equipo filial de Liga EBA (registrando 13.5 puntos, 5.7 asistencias y 5.7 rebotes) y llega a debutar en Liga ACB participando en dos partidos en la temporada 2018/19.
En la temporada 2019/20 fichó con el Albacete Basket, club de LEB Plata. Logra promedios de 7 puntos, 4.6 asistencias y 4.4 rebotes en los 23 partidos que disputa hasta la cancelación de la temporada como consecuencia de la pandemia de coronavirus. En 2020/21 renueva con el equipo manchego, destacando como uno de los mejores bases de la competición y acreditando medias de 10.6 puntos, 3.5 asistencias y 4.9 rebotes.
El 1 de agosto de 2021, fichó por el FC Cartagena Baloncesto de la Liga LEB Plata. El 13 de agosto de 2023, fichó por el Club Bàsquet Salou de la Liga LEB Plata.